# サミュエル・バーバー

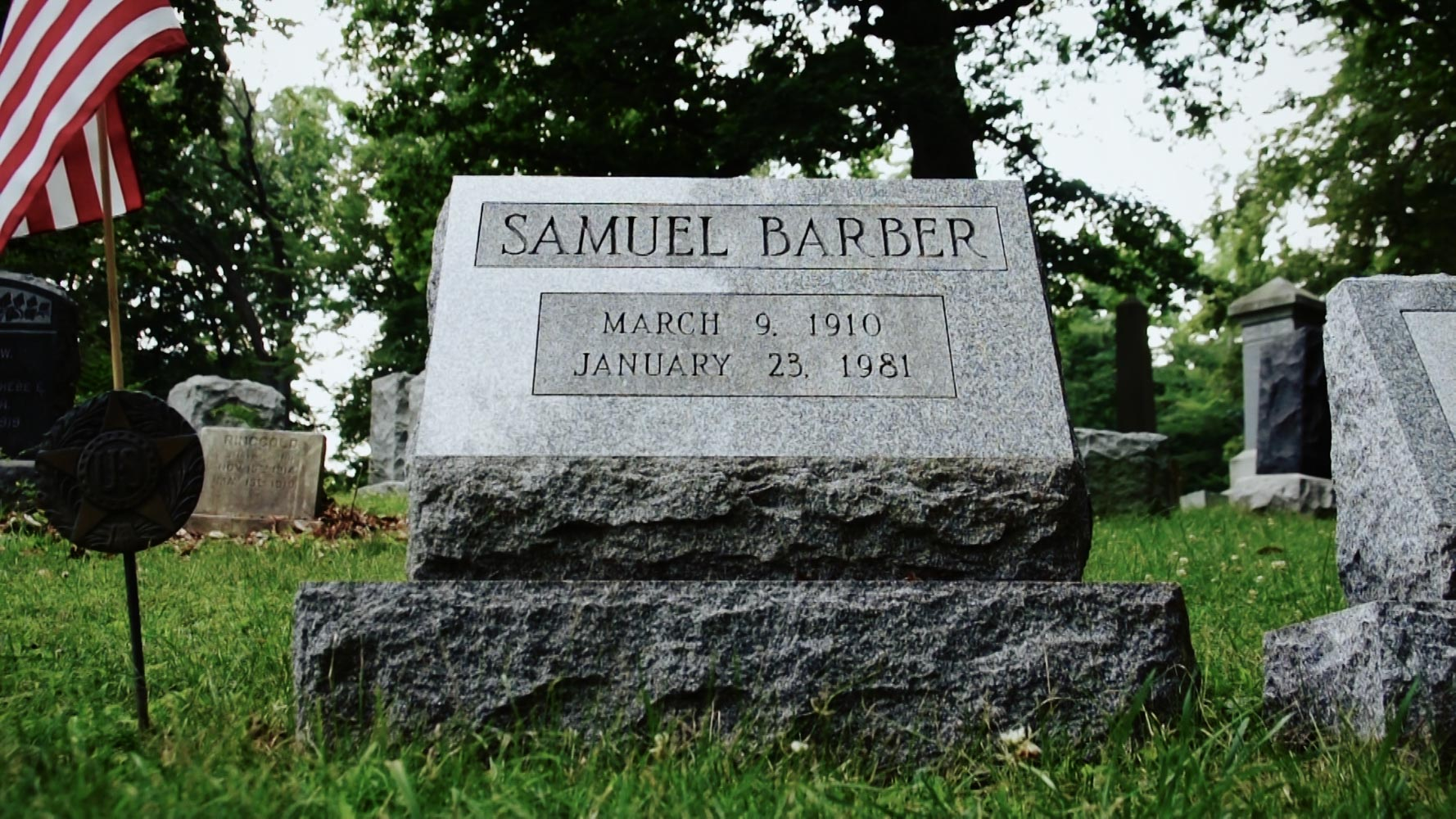
バーバーの墓

サミュエル・バーバー（英語: Samuel Barber、1910年3月9日 - 1981年1月23日）は、米国の作曲家。特に《弦楽のためのアダージョ》が有名。

## 生涯・作風
ペンシルベニア州ウェストチェスター出身。外科医の父とアマチュアピアニストの母の間に生まれる。19世紀のアメリカ東部で名声を博したオペラ歌手、ルイーズ・ホーマーの甥に当たる。その夫シドニーは19世紀のニューイングランドなどで人気の歌曲作曲家であった。
フィラデルフィアのカーティス音楽学校でロザリオ・スカレロに作曲を学ぶ他、ピアノ・声楽を専攻。また、フリッツ・ライナーに指揮も学ぶ。最優等を得て卒業した後、1935年に、ローマのアメリカ学士院より奨学金を得て、翌年よりイタリア留学を果たす。同地で《弦楽四重奏曲第1番ロ短調》を作曲、この第2楽章が後に弦楽合奏用に編曲され、《弦楽のためのアダージョ》として広く親しまれるに至った。
同世代のパリに留学したアメリカ人作曲家、たとえばコープランドやカーターなどとは違ってモダニズムや実験的姿勢に走らず、和声法や楽式において、かなり伝統に従っている。バーバーの作品は豊かな旋律が特徴的で、新ロマン主義音楽の作曲家に分類され、やはりイタリアに留学したハワード・ハンソンと並んで「最後のロマンティスト」と評される。ただし、いくつかの作品には、たとえば《ヴァイオリン協奏曲》のフィナーレにおける無調、《ピアノ・ソナタ》の中間楽章における12音など、現代的な要素も見られる。
ピアノ伴奏ないしは管弦楽伴奏の歌曲集は、とりわけ英語圏出身の歌手にとっては古典的なレパートリーとなっている。初版では弦楽四重奏とバリトンのための《ドーヴァー・ビーチ》、中世アイルランド無名作家による詩に基づいた《隠者の唄》、ソプラノと管弦楽伴奏のための《ノックスヴィル、1915年夏》などは特に有名である。《この輝ける夜にSure on this Shining Night 》作品13-3は、エリー・アーメリングなどのレパートリーにも入った人気の歌曲で、後にオーケストラ伴奏版も作成された。バーバー自身は優れたバリトン歌手であり、声楽の訓練も受けたことがあった。声楽家兼作曲家としてカーティス四重奏団と共に自作の演奏旅行をしたり、《ドーヴァー・ビーチ》などの自作の録音を残し、レコードが発売されたこともある。ただし、バーバーの声楽家としての録音点数は少ない。大規模な合唱曲として、《キルケゴールの祈り》（1954年）と《恋人たち》（1971年）がある。また、《弦楽のためのアダージョ》にラテン語の典礼文を載せた《アニュス・デイ》などの作品もある。
バーバーはまた優れたピアニストでもあり、舞台に立つことこそなかったが、1日の仕事を始める前に、バッハの《平均律クラヴィーア曲集》などを弾く習慣があり、とりわけスクリャービンやラフマニノフのピアノ曲に傾倒したと言われる。また、ラフマニノフの使っていたピアノを所有していた。1949年に作曲された《ピアノ・ソナタ》はホロヴィッツによって初演され、国際的に有名な演奏家によって公式に初演された最初のアメリカ人作曲家によるピアノ曲と見なされている。この作品は、リチャード・ロジャーズとアーヴィング・バーリンが創設した楽譜出版社から出版されている。
その他の器楽曲のうち、純粋な管弦楽作品としては、弦楽合奏のためのセレナーデ、2つの交響曲（《第1番ホ短調》（1936年）、《第2番》1944年）、演奏会用序曲《悪口学校》（1932年）、《シェリーによる一景のための音楽》、3つの《管弦楽のためのエッセイ》（順に1938年、1942年、1978年）がある。
協奏曲では、《ヴァイオリン協奏曲 ト長調》、《チェロ協奏曲》、《ピアノ協奏曲》（1962年9月24日にジョン・ブラウニングとボストン交響楽団によりニューヨークで初演）がある。晩年にニューヨーク・フィルハーモニー管弦楽団からオーボエ協奏曲の作曲を依頼されたが、緩徐楽章を遺すにとどまった。この作品は後にチャールズ・ターナーによってオーボエと弦楽合奏のための《カンツォネッタ》として編曲され、バーバーの没後の初演では、当初から予定されていたオーボエ奏者ハロルド・ゴンバーグが引退した直後であったが、特にその演奏のために独奏者として一回だけ復帰し、ズビン・メータ指揮で演奏された。また《カプリコーン協奏曲》は、いくつかの独奏楽器と弦楽合奏のための、近代化された一種のコンチェルト・グロッソである。
バーバーにはいくつかの歌劇があり、40年余りの間私生活のパートナーだったジャン・カルロ・メノッティの台本による《ヴァネッサ》は、ニューヨークでメトロポリタン歌劇場において初演され、評論家や聴衆から圧倒的支持を受けて成功を収め、バーバーにピューリッツァー賞が授与された。しかしながらヨーロッパ初演では冷遇され、その後も国際的なレパートリーとなるまでには至っていない。フランコ・ゼフィレッリの台本・舞台装置による1966年の《アントニウスとクレオパトラ》の初演は失敗で、その後、ジャン＝カルロ・メノッティと共に改訂し、1975年に再演された。マーサ・グラハムのために作曲されたバレエ音楽《メデアの瞑想と復讐の踊り》は、印象主義的な部分と表現主義的な部分の交錯する晦渋な作風をとり、近年では一種の交響詩（あるいは舞踊詩）として演奏されるようになりつつある。
《アントニウスとクレオパトラ》が酷評された後は鬱とアルコール依存に苦しみ、メノッティとの関係は冷え込んで別荘「カプリコーン」も売却、晩年まで創作は続けたがペースは落ち、晦渋の度合いを深めていった。1981年、リンパ腺癌によりニューヨーク市内の自宅にて死去。ペンシルベニア州ウェスト・ゴーシェン郡区のオークランズ墓地（Oaklands Cemetery）に埋葬された。バーバーは、自分の墓石の隣にメノッティのための区画も購入していたが、メノッティは使用することはなかったため、「二人の友人の思い出に」と刻んだ記念碑が建てられた。

## 主な作品リスト

### 舞台作品
- 歌劇 バラの一日
- 劇付随音楽 春の1日（紛失）(1935)
- 歌劇 ヴァネッサ（英語版） Op.32 (1957)
- 歌劇 ブリッジ遊び Op.35 (1959)
- 歌劇 アントニーとクレオパトラ（英語版） Op.40 (1965～66)
- バレエ音楽 メデア Op.23 (1945/1946組曲/1947改訂)
- バレエ音楽 青いばら (1953)

### 交響曲
- 交響曲 第1番 ホ短調 Op.9 (1935～36/1943改訂)
- 交響曲 第2番 Op.19 (1944/1947改訂)
  - 1964年に撤回されるが、死後にパート譜が一揃い発見され、再び演奏されるようになっている。

### 管弦楽曲
- 序曲『悪口学校』 Op.5 (1932)
- 弦楽のためのアダージョ Op.11 (1937)
- オーケストラのためのエッセイ第1番 Op.12 (1938)
- オーケストラのためのエッセイ第2番 Op.17 (1942)
- 夜間飛行 Op.19a (1964)
  - 撤回した交響曲第2番の第2楽章を改訂し、出版したもの。
- オーケストラのためのエッセイ第3番 Op.47 (1978)
- クリスマスに Op.37 (1960)

### 吹奏楽曲
- コマンド・マーチ (1943)

### 協奏曲
- ヴァイオリン協奏曲 Op.14 (1939～40)
- カプリコーン協奏曲 Op.21 (1944)
- チェロ協奏曲 イ短調 Op.22 (1945)
- ピアノ協奏曲 Op.38 (1961～1962)
- オーボエと弦楽のためのカンツォネッタ Op.48 (1977～78)（オーボエ協奏曲の緩徐楽章として計画。未完。オーケストレーションはチャールズ・ターナーが補筆。）

### 室内楽曲・器楽曲
- 弦楽のためのセレナード Op.1 (1929/1944弦楽オーケストラ編)
- 弦楽四重奏曲第1番 ロ短調 Op.11(1936/後に第2楽章を編曲（弦楽のためのアダージョOp.11））
- 弦楽四重奏曲第2番 (1948)
- 夏の音楽 Op.31 (1956)
- ヴァイオリン・ソナタ (1931)
- チェロ・ソナタ Op.6 (1932)
- 弦楽四重奏曲（第2楽章のみ）(1949)

### ピアノ曲
- ピアノ・ソナタ 変ホ短調 Op.26 (1949)
- 夜想曲 Op.33 (1959)
- 組曲 思い出 Op.28 (1951)
- メロディ (1917)
- ラルゴ (1918)
- 子守歌 (1919)
- メイン・ストリート (1926頃)
- ファンタジー (1924)
- カリヨンのための組曲 (1924)
- 2声-3声のフーガ (1927)
- 遠足 (1942～44)

### オルガン曲
- 前奏曲とフーガ (1927)
- 「素晴らしい愛」による変奏曲 Op.34 (1959)
- 祝典トッカータ Op.36(1960)

### 合唱曲
- 2つの合唱曲 Op.8 (1935～36)
- アニュス・デイ（Op.11）（1967　弦楽のためのアダージョ Op.11の編曲)
- ストップウォッチと軍用地図 Op.15 (1940)
- 生まれ変わり Op.16 (1937～40)
- 恋人たち Op.43 (1971初演)
- 神の威厳 (1938)
- クリスマス・イヴ (1924)
- アヴェ・マリア (1940)

### 管弦楽と声楽のための作品
- ドーヴァー・ビーチ Op.3 (1931)
- ノックスヴィル、1915年夏 Op.24 (1947)
- キルケゴールの祈り Op.30 (1954)
- アンドロマケの別れ Op.39 (1962)

### 歌曲
- 3つの歌 Op.2 (1927～34)
- 3つの歌 Op.10 (1935～36)
- 4つの歌 Op.13 (1937～1940)
- 2つの歌 Op.18 (1942～43)
- ヌヴォレッタ Op.25 (1947)
- 過ぎ行きしものの歌 Op.27 (1951)
- 隠者の歌 Op.29 (1952～53)
- 歌曲集 恨みと沈黙 Op.41 (1968)
- 3つの歌 Op.45 (1972)
- Sometime
- なぜ？
- 祈り
- 古い歌
- 狩の歌
- メヌエット
- 夜
- 男性
- 月
- 日没
- 夜にさまよう者
- セレナード
- Peace
- Farewill
- Ask me to rest
- 我が祖国
- 物乞いの歌
- マドンナの子守歌
- あなたの愛
- 天と地を結ぶ弦

## 作品目録
- シャーマー社による公式データ